# 섭조개
섭조개 또는 털격판담치는 홍합과에 속하는 연체동물이다. 길이는 16cm까지 자라며, 수심이 20m가 안 되는 얕은 바다물에서 산다. 흑녹색의 껍데기를 가지고 있다.
어패류는 고생대의 첫째 시기인 캄브리아기 때 처음으로 등장했는데, 중생대 초기와 신생대 고제3기에 얕은 바다물에서도 살았던 것으로 알려지고 있다. 이들은 2개의 껍데기가 있다. 한편, 어떤종은 1개의 껍데기를 가졌다.